# Peperomia riocaliensis
Peperomia riocaliensis är en pepparväxtart som beskrevs av Trel. & Yunck.. Peperomia riocaliensis ingår i släktet peperomior, och familjen pepparväxter. Inga underarter finns listade i Catalogue of Life.